# Scott Sunderland
Scott Sunderland (Inverell, 28 novembre 1966) è un ex ciclista su strada e dirigente sportivo australiano.
Professionista dal 1989 al 2004, vinse la Nokere Koerse 1998 e il Grand Prix de Fourmies 2001. Dopo il ritiro dalle gare, dal 2005 al 2010 è stato direttore sportivo per il Team CSC e il Team Sky.

## Palmarès
- 1986 (Dilettanti)

Campionati australiani, Prova in linea Dilettanti
- 1988 (Dilettanti)

Classifica generale Bidasoa Itzulia
Giro del Mendrisiotto
Grand Prix des Marronniers
- 1989 (Dilettanti)

Classifica generale Bidasoa Itzulia
Grand Prix du Faucigny
- 1991 (TVM-Sanyo, una vittoria)

Trofeo Pantalica
- 1992 (TVM-Sanyo, una vittoria)

Classifica generale Mazda Alpine Tour
- 1994 (TVM-Bison Kit, una vittoria)

Schynberg Rundfahrt
- 1996 (Lotto-Isoglass, una vittoria)

4ª tappa Tour de la Région Wallonne (Amay > Herve)
- 1998 (Palmans-Ideal, una vittoria)

Nokere Koerse
- 1999 (Palmans-Ideal, una vittoria)

1ª tappa Vuelta a Castilla y León (Valladolid > Riaño)
- 2001 (Team Fakta, tre vittorie)

Grand Prix Pino Cerami
Grand Prix de Fourmies
6ª tappa Herald Sun Tour (Lakes Entrance > Mount Hotham)
- 2002 (Team Fakta, una vittoria)

7ª tappa Giro d'Austria (Sankt Michael im Lungau > Graz)

## Piazzamenti

### Grandi Giri
- Giro d'Italia

1991: ritirato (15ª tappa)
2003: 23º
- Tour de France

1996: 101º
2004: 96º
- Vuelta a España

1991: non partito (10ª tappa)
1992: 93º
1993: fuori tempo massimo (11ª tappa)
2004: ritirato (5ª tappa)

### Classiche monumento
- Milano-Sanremo

1992: 5º
1993: 13º
1994: 68º
1995: 54º
1996: 92º
1997: 64º
2004: 67º
- Giro delle Fiandre

1998: 11º
2000: ritirato
2004: 76º
- Parigi-Roubaix

2004: 44º
- Liegi-Bastogne-Liegi

1990: 112º
1997: 31º
1998: 19º
- Giro di Lombardia

1990: 54º
1997: 15º